# Margaretamys elegans
Margaretamys elegans  (Musser, 1981) è un roditore della famiglia dei Muridi endemico dell'Isola di Sulawesi.

## Descrizione

### Dimensioni
Roditore di medie dimensioni, con la lunghezza della testa e del corpo tra 183 e 197 mm, la lunghezza della coda tra 248 e 286 mm, la lunghezza del piede tra 37 e 39 mm, la lunghezza delle orecchie tra 23 e 27 mm e un peso fino a 150 g.

### Aspetto
La pelliccia è lunga e soffice. Le parti superiori sono marroni, con riflessi fulvi lungo i fianchi e nerastri sulla schiena, mentre le parti ventrali sono bianco-grigiastre. Sono presenti degli anelli scuri intorno agli occhi. Le vibrisse sono lunghe 83 mm. Una striscia marrone scura si estende sul dorso dei piedi fino alla base delle dita, che sono bianche. Il resto delle zampe è bianco e ricoperto di piccoli peli argentati. La coda è molto più lunga della testa e del corpo, marrone scura alla base, bianca nella metà terminale e ricoperta di peli che diventano sempre più lunghi verso l'estremità fino a formare un ciuffo evidente. Il cariotipo è 2n=42 FN=52.

## Biologia

### Comportamento
È una specie arboricola.

### Alimentazione
Si nutre di frutta ed insetti.

## Distribuzione e habitat
Questa specie è diffusa nella parte centrale di Sulawesi.
Vive nelle foreste pluviali montane tra 1.600 e 2.285 metri di altitudine.

## Conservazione
La IUCN Red List, considerato l'areale limitato e in declino nella qualità del proprio habitat, classifica M.elegans come specie prossima alla minaccia (NT).